# Aston Villa Football Club 1909-1910
Questa voce raccoglie le informazioni riguardanti l'Aston Villa Football Club nelle competizioni ufficiali della stagione 1909-1910.

## Stagione
Dopo aver trascorso il girone di andata a ridosso delle prime classificate, nel corso della tornata conclusiva del campionato l'Aston Villa superò il Bradford City per poi prendere il largo nei confronti delle avversarie e ottenere il sesto titolo del proprio palmarès con due gare di anticipo. In FA Cup i Villans superarono l'Oldham Athletic e il Derby County venendo infine eliminati al terzo turno dal Manchester City.

## Maglie e sponsor
| Manica sinistra · Manica sinistra · Maglietta · Maglietta · Manica destra · Manica destra · Pantaloncini · Calzettoni · Calzettoni |

## Rosa
| N. |                        | Ruolo | Calciatore       |
| -- | ---------------------- | ----- | ---------------- |
|    | Inghilterra (bandiera) | P     | Billy George     |
|    | Inghilterra (bandiera) | D     | Walter Kimberley |
|    | Inghilterra (bandiera) | D     | Tom Lyons        |
|    | Inghilterra (bandiera) | D     | Alf Miles        |
|    | Inghilterra (bandiera) | C     | Joe Bache        |
|    | Inghilterra (bandiera) | C     | Chris Buckley    |
|    | Inghilterra (bandiera) | C     | Bert Hall        |

| N. |                        | Ruolo | Calciatore      |
| -- | ---------------------- | ----- | --------------- |
|    | Inghilterra (bandiera) | C     | George Hunter   |
|    | Inghilterra (bandiera) | C     | Charlie Wallace |
|    | Inghilterra (bandiera) | C     | Sammy Whittaker |
|    | Inghilterra (bandiera) | A     | Edmund Eyre     |
|    | Inghilterra (bandiera) | A     | Harry Hampton   |
|    | Irlanda (bandiera)     | A     | Bill Renneville |
|    | Inghilterra (bandiera) | A     | Joe Walters     |

## Risultati

### FA Cup
| 15 gennaio 1910 Primo turno | Oldham Athletic | 1 – 2 | Aston Villa |  |

| 5 febbraio 1910 Secondo turno | Aston Villa | 6 – 1 | Derby County |  |

| 19 febbraio 1910 Terzo turno | Aston Villa | 1 – 2 | Manchester City |  |